# Thomas Cavalier-Smith
Thomas (Tom) Cavalier-Smith (ur. 21 października 1942, zm. 19 marca 2021) – brytyjski biolog ewolucyjny, od 1989 profesor botaniki w University of British Columbia w Kanadzie, od 1999 profesor Wydziału Zoologii Uniwersytetu Oksfordzkiego, jeden z najbardziej uznanych naukowców zajmujących się ewolucją, filogenezą i klasyfikacją organizmów.
Studiował w Gonville and Caius College na Uniwersytecie Cambridge oraz w King’s College London.
Thomas Cavalier-Smith zaproponował nazwy kilku taksonów wysokiej rangi, m.in. Opisthokonta, Rhizaria, Excavata, Dinozoa i Mesomycetozoa. Jest autorem koncepcji podziału organizmów na sześć królestw, w której do pięciu dotychczas akceptowanych (bakterie, protisty, grzyby, rośliny oraz zwierzęta) dodał królestwo Chromista. W oparciu o badania biologii komórki, mikroskopii elektronowej oraz biologii molekularnej opublikował wiele prac z zakresu organizacji świata żywego i systematyki organizmów.